# Księstwo kozielskie
Księstwo kozielskie (cz. Kozelské knížectví, niem. Herzogtum Cosel) – księstwo śląskie wchodzące w skład księstwa bytomskiego.

## Historia
W 1281 r. zmarł Władysław opolski. W wyniku podziału spadku Księstwo opolskie z Bytomiem i Koźlem przypadło w schedzie Bolkowi i Kazimierzowi jako współksiążętom. W 1284 r. Bolko i Kazimierz dokonali podziału księstwa: Kazimierz został samodzielnym księciem na Bytomiu, Koźlu i Toszku jako książę bytomski. W 1303 r. Kazimierz zdecydował się wydzielić swoim dorastającym synom własne dzielnice - starszy Bolesław otrzymał wówczas Toszek, zaś młodszy Władysław Koźle, w którym objął samodzielne rządy w 1312 r. W 1316 r. w nieznanych bliżej okolicznościach książę kozielski Władysław pozbawił Siemowita władzy nad Bytomiem. W 1334 r. Władysław zastawił księstwo kozielskie za 4000 hrywien srebra księciu Leszkowi raciborskiemu. Po bezpotomnej śmierci księcia Leszka księstwo kozielskie wróciło do Władysława, który w 1337 r. podarował je najstarszemu synowi Kazimierzowi, który zmarł już w 1342 r. Drugi syn Władysława, Bolesław bytomski, po śmierci ojca ok. 1352 r. przejął władzę w obu księstwach. Bolesław władał Bytomiem do swojej śmierci, tj. do 1354/1355 r., kiedy na mocy umowy zawartej jeszcze za życia ojca Władysława księstwo bytomsko-kozielskie przypadło w schedzie najbliższym krewnym, tj. księciu oleśnickiemu Konradowi I oleśnickiemu oraz księciu cieszyńskiemu Przemysławowi I. Faktyczny podział księstwa nastąpił po długich sporach dopiero w 1369 r. (wcześniej Bytom stanowił oprawę wdowią księżnej Małgorzaty). Odtąd księstwo kozielskie stanowiło dziedziczną domenę książąt oleśnickich.
W 1489 r. księstwo kozielskie podbił król węgierski Maciej Korwin, mając zamiar włączyć je do władztwa, którym miał rządzić jego naturalny syn Jan. Po śmierci króla Macieja księstwo wróciło do prawowitego właściciela, czyli Konrada X. W 1492 r. wymarła oleśnicka gałąź rodu Piastów i księstwo włączono do czeskiej domeny królewskiej. Władysław II Jagiellończyk sprzedał lenno Janowi II Dobremu, który w 1509 r. zjednoczył je z księstwem opolskim. W 1532 r. Jan II zmarł, a księstwo kozielskie ponownie stało się własnością państwa czeskiego.

## Książęta kozielscy
- ok. 1286–1312 Kazimierz bytomski
- przed 1312–1334 Władysław bytomski
- 1334–1336 Leszek raciborski
- 1336–1342/47 Kazimierz kozielski
- 1342/1347–1354/55 Bolesław bytomski
- 1354/1355–1357 spór spadkowy
- 1357–1366 Konrad I oleśnicki
- 1366–1403 Konrad II oleśnicki
- 1403–1412 Konrad III Stary
- 1412–1439 Konrad V Kącki
- 1439–1450 Konrad VII Biały
- 1450–1452 Konrad IX Czarny i Konrad X.
- 1452–1471 Konrad IX
- 1471–1489 Konrad X
- 1489–1490 Maciej Korwin
- 1490–1492 Konrad X